# Distrito Centro (Córdoba)
El Distrito Centro es uno de los diez distritos en que está dividida administrativamente la ciudad de Córdoba (España). Como su nombre indica, comprende la zona central de la ciudad. Está delimitado al oeste por la avenida del Corregidor, avenida de Vallellano, avenida de la República Argentina y avenida Mozárabes; al norte por la avenida de la Libertad y la avenida Al Nasir; al este por la avenida de los Almogávares, en el tramo comprendido al sur de la glorieta del mismo nombre, ronda de Marrubial, avenida de Barcelona, Campo de San Antón y Campo Madre de Dios; y al sur por río Guadalquivir en el tramo correspondiente de Ronda de los Mártires, Paseo de la Ribera, ronda de Isasa y avenida del Alcázar.

## Demografía
Según el censo de 2023, el distrito centro de Córdoba tenía una población de 45.122 habitantes, suponiendo el 13,9% de la población total de la ciudad. De éstos, 24 138 eran mujeres y 20 984 eran hombres.

## Transporte

Barrios del distrito Centro

El distrito alberga a la Estación de ferrocarril de Córdoba y la Estación de autobuses de Córdoba, que sirven a las comunicaciones metropolitanas. La red de Cercanías de Córdoba conecta con los barrios de Alcolea y Villarubia de Córdoba, estando en tramitación la construcción de una nueva estación ferroviaria en el barrio de Fátima, y otra en el Parque Joyero. 

Respecto a los autobuses urbanos, las líneas de AUCORSA conectan el distrito con las restantes zonas de la ciudad: 
| Líneas AUCORSA con parada en Distrito Centro | Líneas AUCORSA con parada en Distrito Centro | Líneas AUCORSA con parada en Distrito Centro | Líneas AUCORSA con parada en Distrito Centro |
| Línea                                        | Trayecto                                     | Recorrido                                    | Frecuencia                                   |
| -------------------------------------------- | -------------------------------------------- | -------------------------------------------- | -------------------------------------------- |
| C2                                           | Tendillas - San Lorenzo - Tendillas          | No disponible                                | 40 minutos                                   |
| 1                                            | Fátima - Tendillas                           | Recorrido                                    | 17 minutos                                   |
| 2                                            | Ciudad Sanitaria - Fátima                    | Recorrido                                    | 11 - 17 minutos                              |
| 3                                            | Fuensanta - Albaida                          | Recorrido                                    | 15 - 20 minutos                              |
| 4                                            | Miralbaida - Fidiana                         | Recorrido                                    | 18 - 21 minutos                              |
| 5                                            | Valdeolleros - Ciudad Sanitaria              | Recorrido                                    | 17 - 20 minutos                              |
| 6                                            | Levante - Barrio Guadalquivir                | Recorrido                                    | 12 - 20 minutos                              |
| 7                                            | Cañero - Hospital Quirón                     | No disponible                                | 12 - 18 minutos                              |
| 8                                            | Valdeolleros - Palmeras                      | Recorrido                                    | 13 minutos                                   |
| 9                                            | Sector Sur - Figueroa                        | Recorrido                                    | 16 minutos                                   |
| 10                                           | Brillante - RENFE                            | Recorrido                                    | 30 minutos                                   |
| 11                                           | Renfe - Sansueña                             | Recorrido                                    | 30 minutos                                   |
| 12                                           | Sector Sur - Naranjo                         | Recorrido                                    | 17 - 20 minutos                              |
| 13                                           | Plaza de Colón - Urbanización Patriarca      | Recorrido                                    | 30 minutos                                   |

## Barrios
Está compuesto por 18 barrios:
- San Basilio
- Huerta del Rey-Vallellano
- La Catedral
- San Francisco-Ribera
- Santiago
- San Pedro
- El Salvador y la Compañía
- La Trinidad
- Centro Comercial
- San Miguel-Capuchinos
- San Andrés-San Pablo
- La Magdalena
- Cerro de la Golondrina-Salesianos
- San Lorenzo
- Santa Marina
- Campo de la Merced-Molinos Alta
- Ollerías
- El Carmen

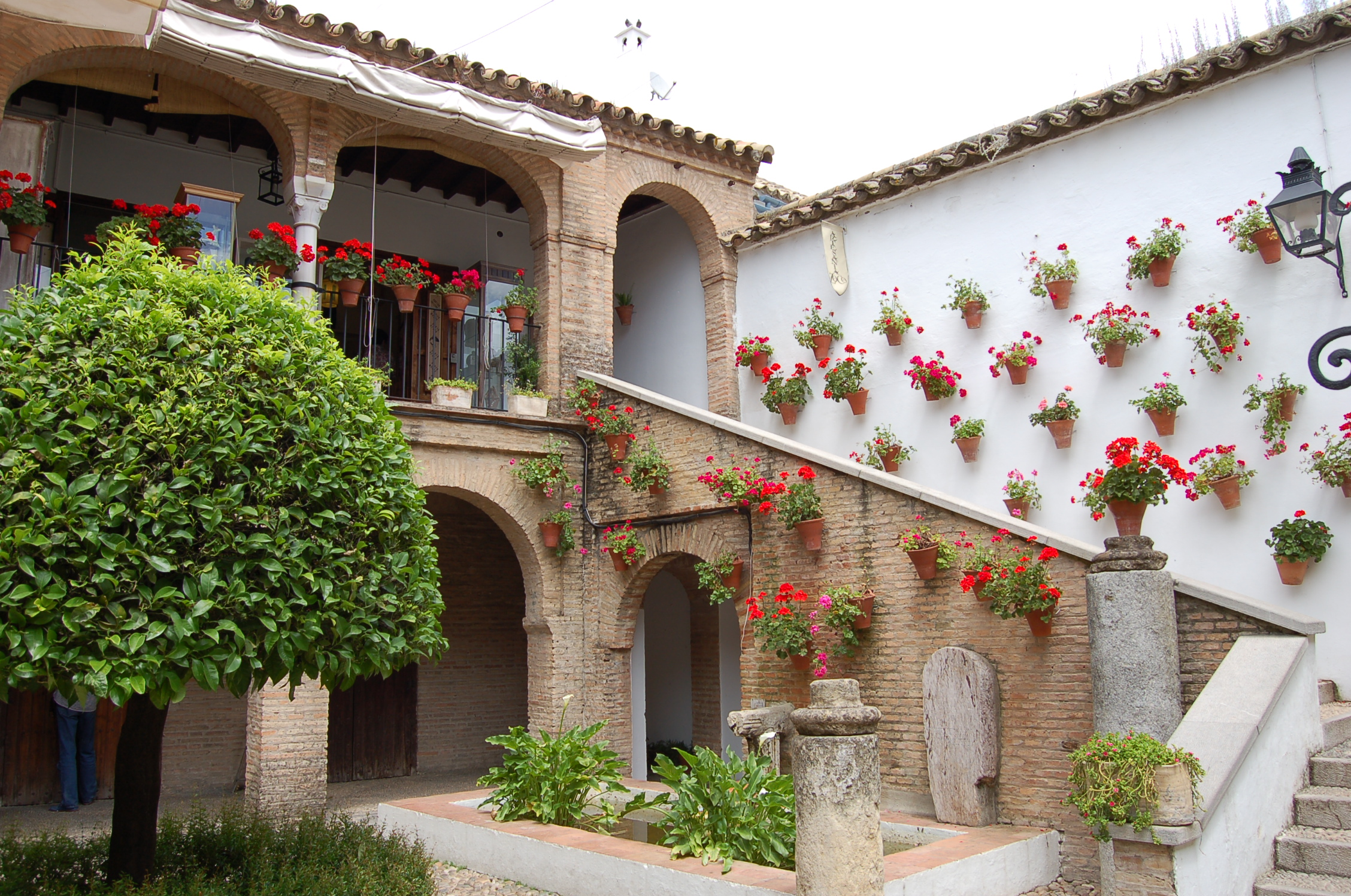
Zoco Municipal
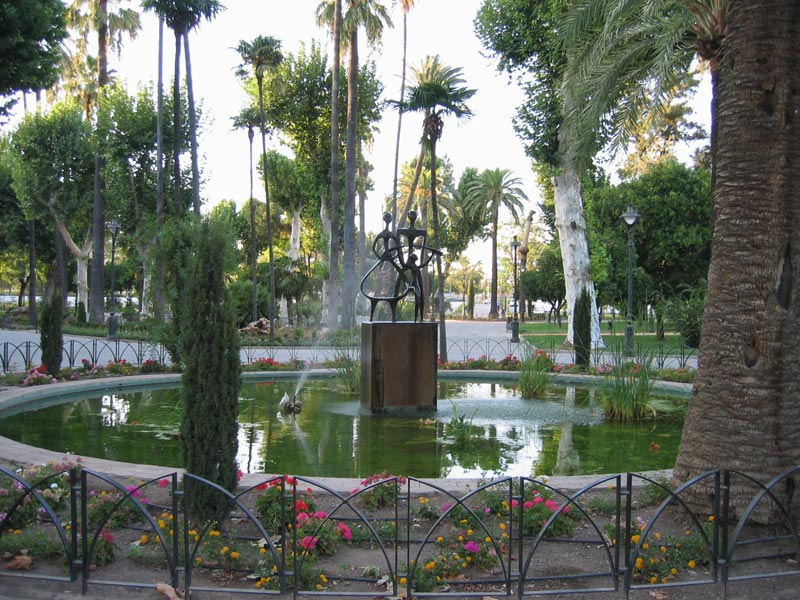
Jardines de la Agricultura
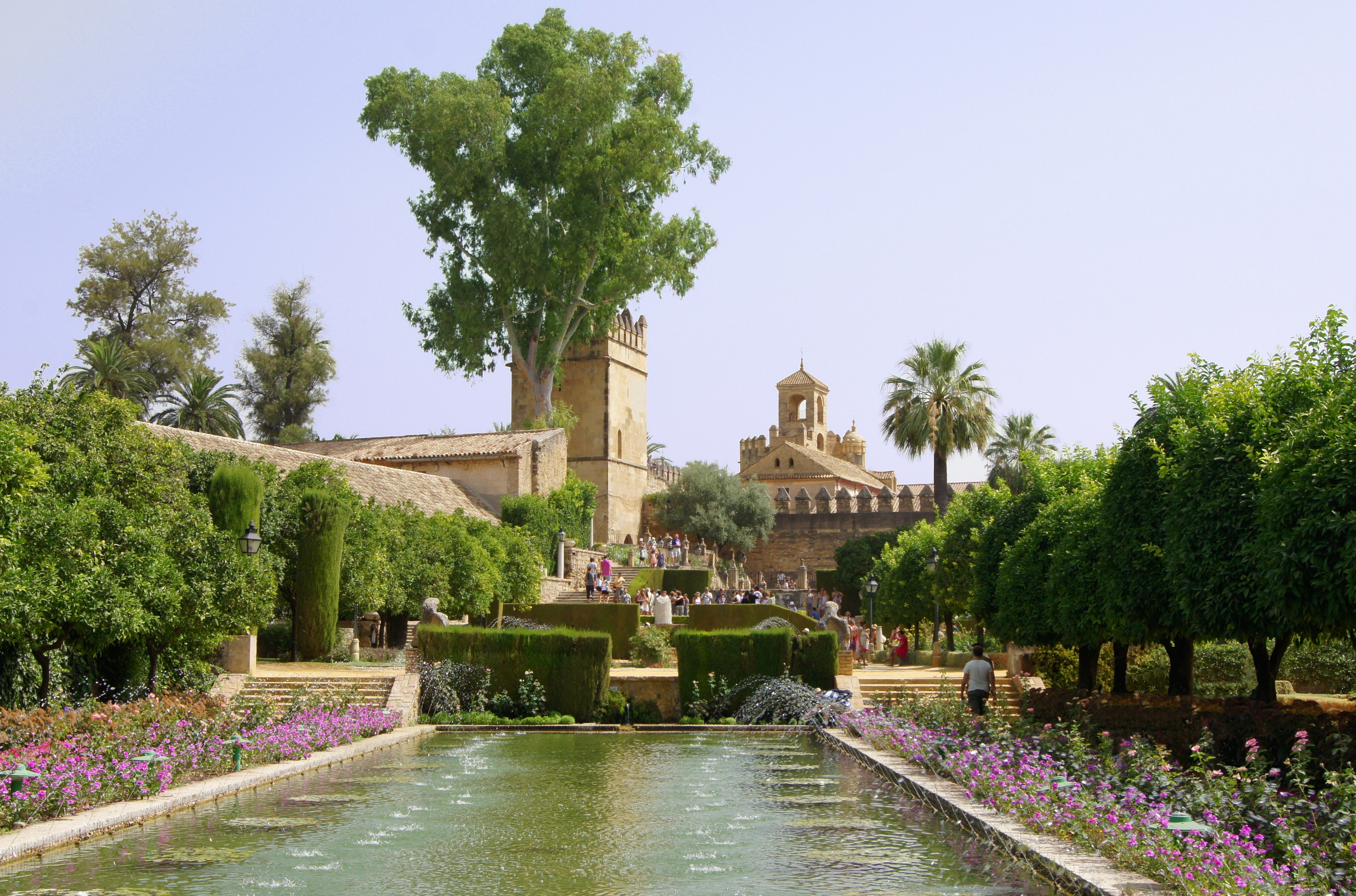
Alcázar de los Reyes Cristianos
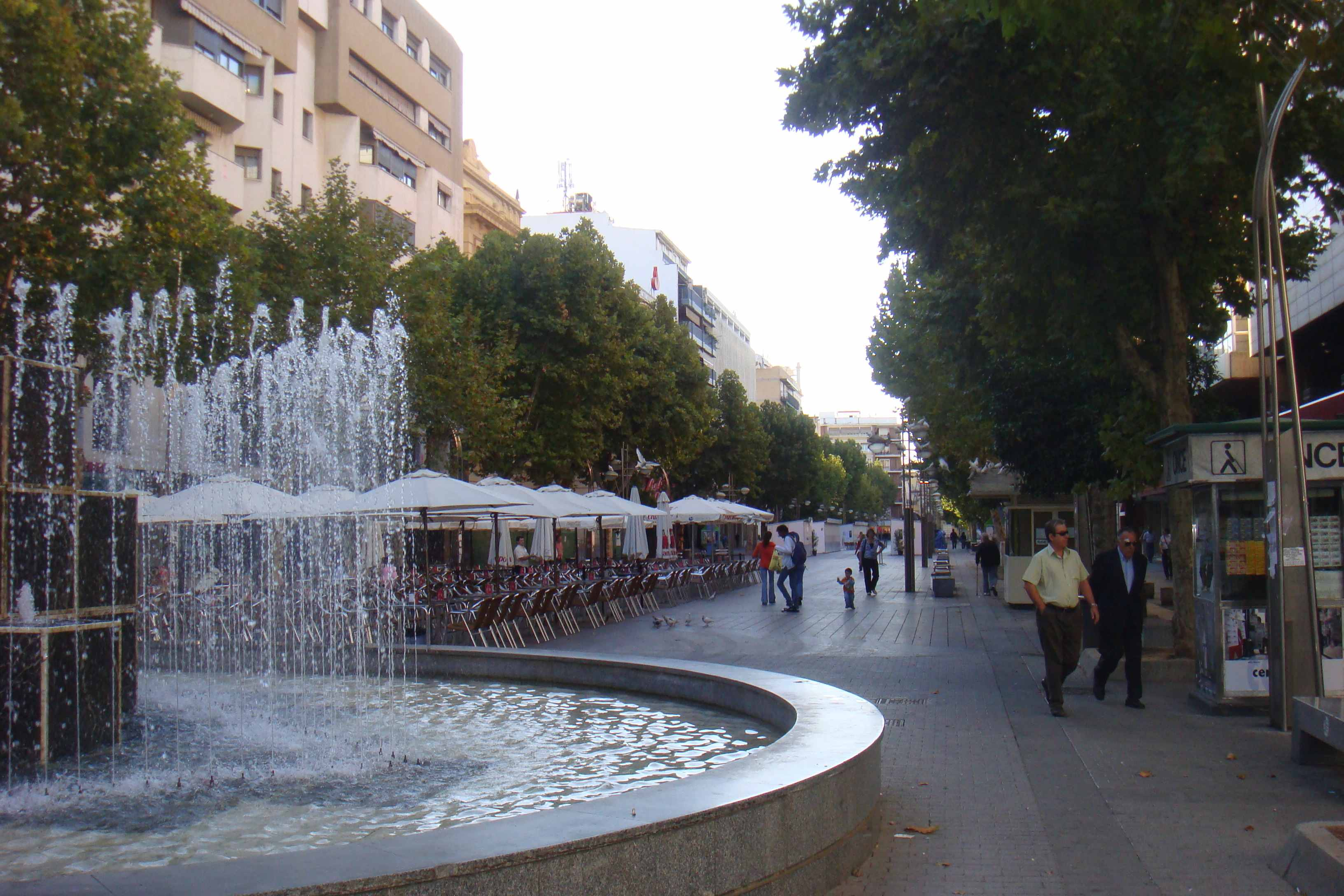
Avenida del Gran Capitán
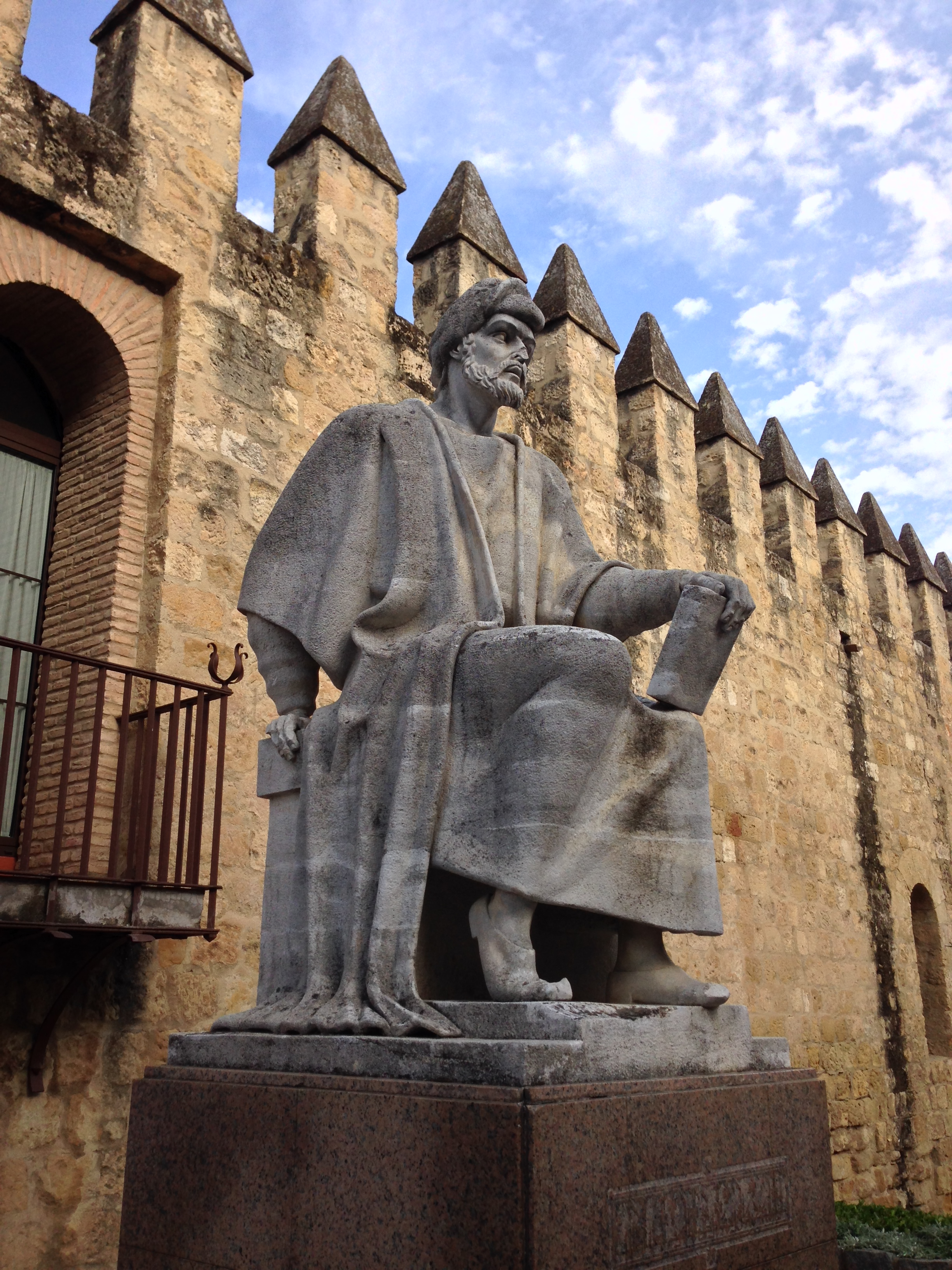
Escultura de Averroes
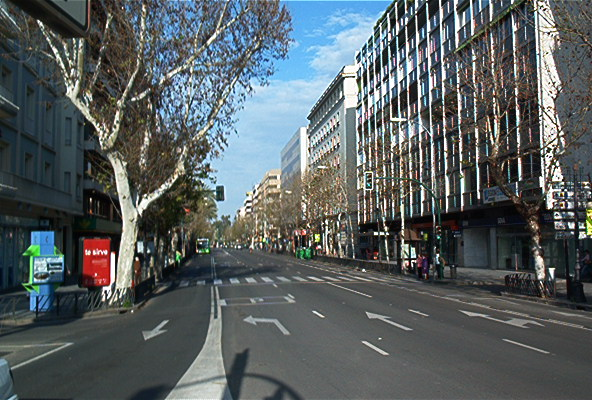
Ronda de los Tejares
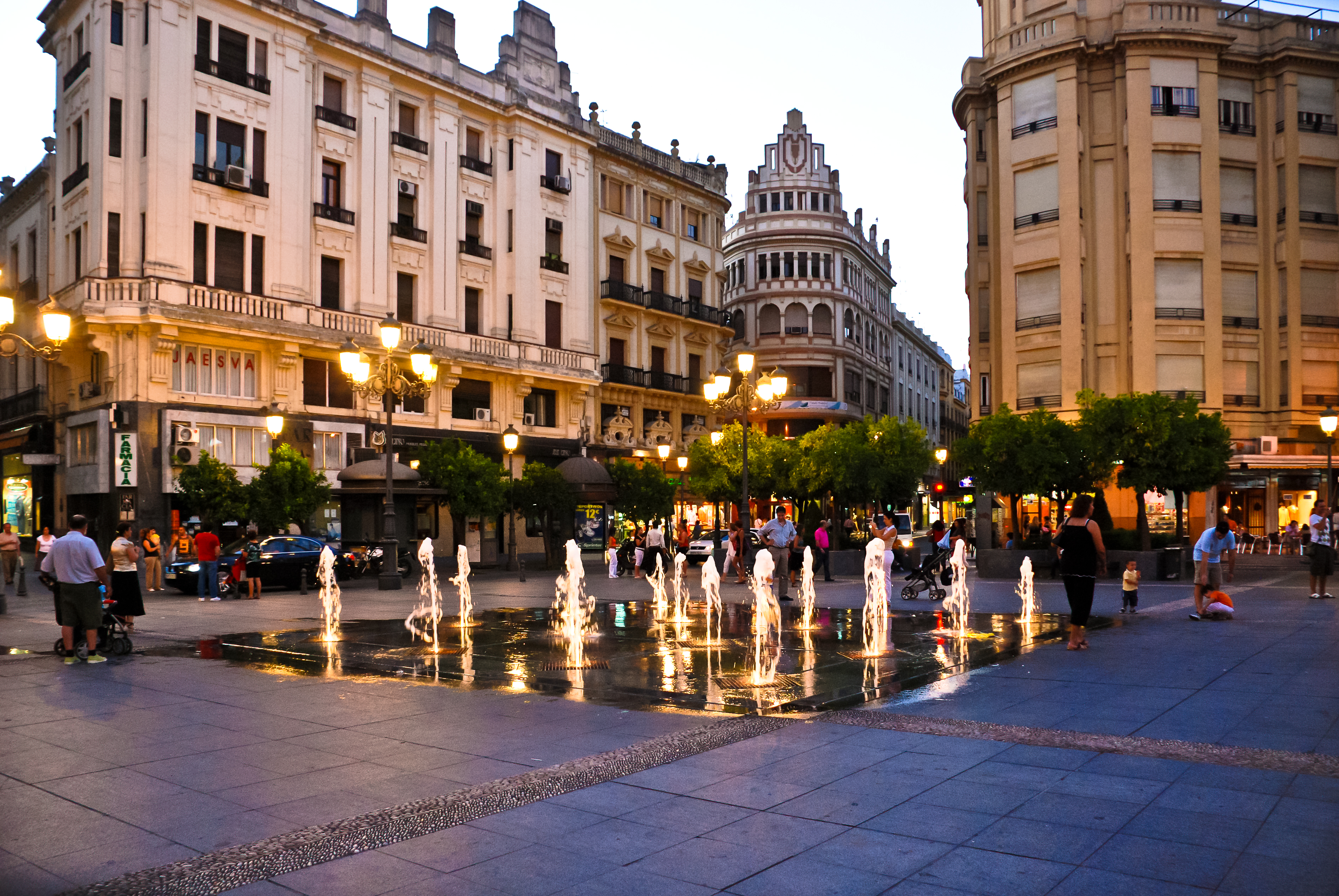
Plaza de las Tendillas